# MC Alger
MC Alger is een Algerijnse voetbalclub uit de hoofdstad Algiers en werd opgericht in 1921. De club speelt sinds 2024 haar wedstrijden in het Ali La Pointe Stadion. De club was in de jaren 70 erg succesvol en wist veel prijzen te winnen, maar de laatste jaren is het iets afgenomen. De club wist wel zes keer de landstitel te veroveren.

## Geschiedenis
De club werd opgericht op 7 augustus 1921 door jongeren uit de wijk Kasba als Mouloudia Club Algérois. In 1931 promoveerde de club naar de tweede klasse van de regionale competitie. In 1935 werd de club voor het eerst kampioen en promoveerde zo voor het eerst naar de hoogste klasse. In 1940 kon de club dan voor het eerst de titel veroveren. In 1945 volgde een tweede titel, al moest deze wel gedeeld worden met AS Saint Eugène. De volgende zes jaar werd de club vicekampioen. In 1956 werden de activiteiten gestaakt vanwege de Algerijnse Oorlog.
Na de onafhankelijkheid van het land werd de club nieuw leven in geblazen en in de nieuwe competitie, die nog regionaal was met daarna een eindronde bereikte de club de finale om de titel, die ze verloren van stadsrivaal USM Alger. In 1964 ging de echte competitie van start zoals ze in de huidige vorm nog bestaat. De club eindigde samen met rivaal USM Alger op de laatste plaats en degradeerde dus meteen uit de hoogste klasse. Na drie jaar in de tweede klasse keerde de club terug. In 1970 werden ze al vicekampioen achter CR Belcourt. Twee jaar later werd de club voor het eerst landskampioen, een jaar eerder had de club al de beker gewonnen. De club mocht hierdoor in 1972 deelnemen aan de Maghreb Beker der Bekerwinnaars en won deze in de finale tegen het Tunesische Club Africain. Na een nieuwe bekerwinst in 1973 won de club deze competitie opnieuw in 1974, deze keer werd het Marokkaanse FUS Rabat verslagen.

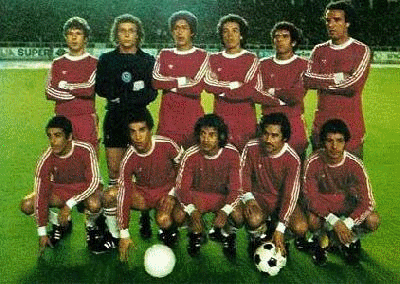
Elftal dat in 1976 de treble won.

In 1975 werd de club voor de tweede keer kampioen met één punt voorsprong op RC Kouba. In de daaropvolgende kampioenenbeker bereikte de club de finale en versloeg hierin titelverdediger Hafia Conakry. Na een 3-0 nederlaag in Conakry kon de club thuis met dezelfde cijfers winnen en won daarna de strafschopreeks. De club won ook de titel en de beker in eigen land dat jaar waardoor de treble binnen gehaald werd. Het volgende jaar werd de clubs slechts vijfde en internationaal bereikte de club de kwartfinale, waar ze verloren van het Zambiaanse Mufulira Wanderers. In 1977 werd de naam MP Alger aangenomen.
In 1978 werd de club opnieuw kampioen, met slechts één punt voorsprong op JS Kabylie. Ook het volgende seizoen werd de titel binnen gehaald met maar één puntje voorsprong op Kabylie, internationale successen bleven uit. De volgende jaren eindigde de club wisselend in de subtop en middenmoot. In 1985 degradeerde de club zelfs. De club keerde na één seizoen terug en in 1989 werd de club vicekampioen. De volgende jaren speelde de club geen rol van betekenis tot de club in 1999 opnieuw kampioen werd. Het daaropvolgende seizoen eindigde de club echter niet eens in de top tien en in de Champions League werden ze meteen eruit geknikkerd door ASC Jeanne d'Arc. Het volgende seizoen eindigde de club net boven de degradatiezone en in 2002 degradeerde de club opnieuw. Ook nu konden ze na één seizoen terugkeren.
In 2005 werd de club derde. Een nieuwe titel volgde in 2010. In 2015 en 2016 flirtte de club opnieuw met de degradatie, maar in 2017 werden ze wel weer vicekampioen achter ES Sétif. In de lopende CAF Champions League-campagne kon de club zich al plaatsen voor de kwartfinale.

## Erelijst
Championnat National 1
1972, 1975, 1976, 1978, 1979, 1999, 2010, 2024, 2025
Coupe d'Algérie
1971, 1973, 1976, 1983, 2006, 2007, 2014, 2016
Supercoupe d'Algérie
2006, 2007, 2014
Coupe de la Ligue
1998
African Cup of Champions Clubs
1976
Maghreb Cup Winners Cup
1972, 1974